# 許澤新
許澤新（?—?），字味余，贵州贵阳人，清朝政治人物、進士出身。
光緒三年（1877年）丁丑科進士，二甲三十四名，光绪三年五月，改翰林院庶吉士。光绪六年四月，散館后，授翰林院編修。官至典禮院學士。